# Trumpet (satellite)
Trumpet également appelée Advanced Jumpseat  est une famille de satellites militaires de renseignement d'origine électromagnétique (SIGINT) développée par les États-Unis et mis en œuvre à compter du milieu des années 1990 qui présentent la particularité de circuler sur une orbite de Molnia.

## Historique
Les satellites de renseignement d'origine électromagnétique (SIGINT en anglais) constituent, avec les satellites d'imagerie, les deux piliers du segment spatial du renseignement militaire moderne. La première série significative de satellites de ce type est la famille des Canyon. Placés sur une orbite géosynchrone à très haute altitude (40 000 km), ils interceptent les communications émises en microondes et VHF et permettent par triangulation de déterminer la source de ces émissions radio. Quatre satellites de la série Rhyolite, rebaptisée par la suite Aquacade, sont lancés entre 1970 et 1978 sur une orbite géostationnaire et jouent un rôle complémentaire : ils collectent les signaux émis par les missiles balistiques soviétiques et chinois ainsi que par leurs véhicules de rentrée et interceptent les émissions radio soviétiques émises en micro-ondes. Pour étendre la surveillance aux latitudes les plus septentrionales mal couverte par les satellites en orbite géostationnaire, les États-Unis déploient la série des Jumpseat entre 1971 et 1983. Une demi-douzaine de ces satellites circulent sur une orbite de Molnia qui leur permet de survoler l'hémisphère nord durant la plus grande partie de leur orbite. Les satellites Jumpseat circulant  sont remplacés dans les années 1990 par une série de trois  Trumpet. Par la suite de nouvelles versions sont déployées sur une orbite de Molnia. Deux Trumpet Follow On embarquant un système d'alerte avancé SBIRS-HEO-1 ainsi qu'une charge utile scientifique ou technologique sont lancés en 2006 et 2008. Deux Trumpet Follow On 2 sont lancés à leur tour en 2014 et 2017.

## Caractéristiques techniques
Le satellite Trumpet a été produit en trois versions produites sans doute par Boeing. Les caractéristiques techniques détaillées, tenues secrètes par leur opérateur, restent en grande partie inconnues. Tous ces satellites sont stabilisés 3 axes et circulent sur une orbite de Molnia d'environ  3800 x 1000 km avec une inclinaison orbitale d'environ 63° :
- La première version construite en 3 exemplaires a une masse d'environ 6 000 kg. Ils sont conçus pour détecter les radars de la défense anti missile balistique, d'intercepter les communications militaires terrestres ainsi que celles faisant intervenir les satellites Molnia[2].
- Les deux Trumpet Follow On ont une masse comprise entre 3 900 et 4 500 kg. Ils embarquant un système d'alerte avancé SBIRS-HEO ainsi qu'une charge utile scientifique TWINS (Two Wide-angle Imaging Neutral-atom Spectrometers) de la NASA. Les deux instruments TWINS opérés depuis chaque satellite permettent de réaliser une image stéréoscopique en 3 dimensions des grandes structures de la magnétosphère terrestre. Le deuxième satellite héberge également un équipement de télécommunications EHF baptisé IPS-3[3].
- Les deux Trumpet Follow On 2 disposent sans doute d'une grande antenne déployable pour collecter les signaux. Bien que portant un nom identique à la version précédente, ils seraient constitués de composants différents à hauteur de 90 %. Ils embarquent un système d'alerte avancé SBIRS-HEO[4].

## Historique des lancements
| Désignation                        | Date de lancement | Lanceur           | Identifiant Cospar | Masse          | Constructeur | Orbite              | Caractéristiques                       | Objectifs              | Remarques |
| ---------------------------------- | ----------------- | ----------------- | ------------------ | -------------- | ------------ | ------------------- | -------------------------------------- | ---------------------- | --- |
| Sous-série Trumpet                 |                   |                   |                    |                |              |                     |                                        |                        | |
| Trumpet 1 (USA 103)                | 3 mai 1994        | Titan-4/Centaur-T | 1994-026A          | 6 000 kg       | Boeing ?     | Orbite de Molnia    | 1 antenne circulaire de grand diamètre | SIGINT                 | |
| Trumpet 2 (USA 112)                | 10 juillet 1995   | Titan-4/Centaur-T | 1995-034A          | 6 000 kg       | Boeing ?     | Orbite de Molnia    | 1 antenne circulaire de grand diamètre | SIGINT                 | |
| Trumpet 3 (USA 136, NROL 4)        | 8 novembre 1997   | Titan-4/Centaur-T | 1997-068A          | 6 000 kg       | Boeing ?     | Orbite de Molnia    | 1 antenne circulaire de grand diamètre | SIGINT                 | |
| Sous-série Trumpet Follow On       |                   |                   |                    |                |              |                     |                                        |                        | |
| Trumpet-F/O-1 1 (USA 184, NROL 22) | 28 juin 2006      | Delta IV-M+(4,2)  | 2006-027A          | 3 900-4 500 kg | Boeing ?     | Orbite géosynchrone | 1 antenne circulaire de grand diamètre | SIGINT, alerte avancée | Emporte également un détecteur d'alerte avancé SBIRS-HEO-1 et un spectromètre à neutrons de la NASA TWINS A                                   |
| Trumpet-F/O-1 2 (USA 200, NROL 28) | 13 mars 2008      | Atlas V 411       | 2008-010A          | 3 900-4 500 kg | Boeing ?     | Orbite géosynchrone | 1 antenne circulaire de grand diamètre | SIGINT, alerte avancée | Emporte également un détecteur d'alerte avancé SBIRS-HEO-2, un spectromètre à neutrons de la NASA TWINS B et un système de communications EHF |
| Sous-série Trumpet Follow On 2     |                   |                   |                    |                |              |                     |                                        |                        | |
| Trumpet-F/O-2 1 (USA 259, NROL-35) | 13 décembre 2014  | Atlas V 541       | 2014-081A          | ?              | ?            | Orbite géosynchrone | 1 antenne circulaire de grand diamètre | SIGINT, alerte avancée | Emporte également un détecteur d'alerte avancé SBIRS-HEO-3                                                                                    |
| Trumpet-F/O-2 2 (USA 278, NROL 42) | 24 septembre 2017 | Atlas V 541       | 2017-056A          | ?              | ?            | Orbite géosynchrone | 1 antenne circulaire de grand diamètre | SIGINT, alerte avancée | Emporte également un détecteur d'alerte avancé SBIRS-HEO-4                                                                                    |